# Sanfrecce Hiroshima 1992
Questa voce raccoglie le informazioni riguardanti il Sanfrecce Hiroshima nelle competizioni ufficiali della stagione 1992.

## Stagione
Ottenuto lo status di squadra professionistica con il nome di Sanfrecce Hiroshima, il club acquisì diversi giocatori dalla squadra delle riserve integrandoli con gli stranieri Lee Baxter e Pavel Černý. Nelle due competizioni in cui era impegnato (Coppa Yamazaki Nabisco e Coppa dell'Imperatore), il Sanfrecce fu eliminato nelle fasi iniziali.

## Maglie e sponsor
Le maglie, prodotte dalla Mizuno, sono caratterizzate da un motivo di colore verde, rosso e bianco sulla parte superiore.
| Manica sinistra · Maglietta · Maglietta · Manica destra · Pantaloncini · Calzettoni |

## Rosa
| N. |                           | Ruolo | Calciatore           |
| -- | ------------------------- | ----- | -------------------- |
| -  | Svezia (bandiera)         | P     | Lee Baxter           |
| -  | Giappone (bandiera)       | P     | Kazuya Maekawa       |
| -  | Giappone (bandiera)       | P     | Kazumasa Kawano      |
| -  | Giappone (bandiera)       | P     | Daisuke Matsuyama    |
| -  | Giappone (bandiera)       | P     | Kazuyori Mochizuki   |
| -  | Giappone (bandiera)       | D     | Yasuyuki Satō        |
| -  | Giappone (bandiera)       | D     | Hiroshi Matsuda      |
| -  | Giappone (bandiera)       | D     | Yasutaka Yoshida     |
| -  | Stati Uniti (bandiera)    | D     | Dan Calichman        |
| -  | Cecoslovacchia (bandiera) | D     | Július Bielik        |
| -  | Giappone (bandiera)       | D     | Nobuhiro Ueno        |
| -  | Giappone (bandiera)       | D     | Tomohiro Katanosaka  |
| -  | Giappone (bandiera)       | D     | Mitsuhiko Ogata      |
| -  | Giappone (bandiera)       | D     | Kenji Kita           |
| -  | Giappone (bandiera)       | D     | Hiroshige Yanagimoto |
| -  | Giappone (bandiera)       | D     | Hideaki Mori         |
| -  | Giappone (bandiera)       | D     | Yuichi Yoshimoto     |
| -  | Giappone (bandiera)       | D     | Toshiaki Tsukioka    |
| -  | Giappone (bandiera)       | D     | Ryūji Michiki        |
| -  | Giappone (bandiera)       | C     | Koji Yoshikawa       |
| -  | Giappone (bandiera)       | C     | Tetsuya Tanaka       |

| N. |                           | Ruolo | Calciatore       |
| -- | ------------------------- | ----- | ---------------- |
| -  | Giappone (bandiera)       | C     | Kenji Kita       |
| -  | Giappone (bandiera)       | C     | Masato Fue       |
| -  | Giappone (bandiera)       | C     | Yahiro Kazama    |
| -  | Giappone (bandiera)       | C     | Hirofumi Zaima   |
| -  | Giappone (bandiera)       | C     | Yoshiro Moriyama |
| -  | Giappone (bandiera)       | C     | Mitsuhiko Ogata  |
| -  | Giappone (bandiera)       | C     | Ken Michiki      |
| -  | Giappone (bandiera)       | C     | Haijme Moriyasu  |
| -  | Giappone (bandiera)       | C     | Akinobu Yokuichi |
| -  | Giappone (bandiera)       | C     | Yushi Makita     |
| -  | Giappone (bandiera)       | A     | Takumi Shima     |
| -  | Giappone (bandiera)       | A     | Masakazu Kōda    |
| -  | Giappone (bandiera)       | A     | Takuya Takagi    |
| -  | Giappone (bandiera)       | A     | Eiji Hirata      |
| -  | Giappone (bandiera)       | A     | Teruyuki Tahara  |
| -  | Giappone (bandiera)       | A     | Ryuji Nagata     |
| -  | Cecoslovacchia (bandiera) | A     | Pavel Černý      |
| -  | Giappone (bandiera)       | A     | Kazuhiro Ogura   |
| -  | Giappone (bandiera)       | A     | Yasumasa Makino  |
| -  | Giappone (bandiera)       | A     | Kazuo Sumata     |

## Statistiche

### Statistiche di squadra
| Competizione           | Punti | Totale | Totale | Totale | Totale | Totale | Totale | DR |
| Competizione           | Punti | G      | V      | N      | P      | Gf     | Gs     | DR |
| ---------------------- | ----- | ------ | ------ | ------ | ------ | ------ | ------ | -- |
| Coppa Yamazaki Nabisco | -     | 9      | 3      | 0      | 6      | 15     | 18     | -3 |
| Coppa dell'Imperatore  | -     | 2      | 1      | 0      | 1      | 4      | 3      | +1 |
| Totale                 |       | 11     | 4      | 0      | 7      | 19     | 21     | -2 |